# Milan Foot-Ball and Cricket Club 1902-1903
Questa voce raccoglie le informazioni riguardanti il Milan Foot-Ball and Cricket Club nelle competizioni ufficiali della stagione 1902-1903.

## Stagione

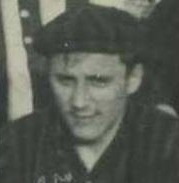
Giulio Cederna, al Milan dal 1901 al 1905.

Grazie ai successi delle stagioni precedenti il Milan diventa la principale squadra calcistica lombarda. I rossoneri, che sono seguiti da qualche centinaio di tifosi, sono spesso chiamati la "squadra inglese del signor Kilpin".
In questa stagione il Milan cambia il terreno da gioco casalingo trasferendosi dal Campo Trotter al Campo Acquabella. In campionato sono eliminati in semifinale dalla Juventus nell'unica partita disputata dal Milan nel torneo. Durante la stagione un evento molto spiacevole colpisce la società rossonera: dei ladri rubano dalla sede del Milan tutti i trofei conquistati negli anni precedenti.

## Divise
La divisa è una camicia a maniche lunghe e strisce verticali sottili della stessa dimensione, rosse e nere, stemma di Milano sul petto (croce rossa su sfondo bianco), calzoncini bianchi e calzettoni neri.
| Manica sinistra · Manica sinistra · Maglietta · Maglietta · Manica destra · Manica destra · Pantaloncini · Calzettoni |

## Organigramma societario
Area direttiva
- Presidente: Alfred Edwards
- Vice presidente: Edward Nathan Berra
- Segretario: Daniele Angeloni

Area tecnica
- Allenatore: Herbert Kilpin

## Rosa
| N. |                        | Ruolo | Calciatore          |
| -- | ---------------------- | ----- | ------------------- |
|    | Italia (bandiera)      | P     | Giulio Ermolli      |
|    | Italia (bandiera)      | P     | Gerolamo Radice     |
|    | Italia (bandiera)      | D     | Carlo Ardussi       |
|    | Svizzera (bandiera)    | D     | Alfred Cartier      |
|    | Inghilterra (bandiera) | D     | Herbert Kilpin      |
|    | Italia (bandiera)      | D     | Andrea Meschia      |
|    | Svizzera (bandiera)    | D     | Hans Heinrich Suter |
|    | Italia (bandiera)      | C     | Daniele Angeloni    |
|    | Italia (bandiera)      | C     | Francesco Angeloni  |

| N. |                     | Ruolo | Calciatore        |
| -- | ------------------- | ----- | ----------------- |
|    | Italia (bandiera)   | C     | Giannino Camperio |
|    | Italia (bandiera)   | C     | Giulio Cederna    |
|    | Italia (bandiera)   | C     | Giuseppe Rizzi    |
|    | Svizzera (bandiera) | C     | Paul Arnold Walty |
|    | Italia (bandiera)   | A     | Guerriero Colombo |
|    | Italia (bandiera)   | A     | Domenico Galli    |
|    | Italia (bandiera)   | A     | Guido Gregoletto  |
|    | Italia (bandiera)   | A     | Guido Pedroni     |
|    | Italia (bandiera)   | A     | Antonio Sala      |

## Calciomercato
| Acquisti | Acquisti       | Acquisti   | Acquisti   |
| R.       | Nome           | da         | Modalità   |
| -------- | -------------- | ---------- | ---------- |
| D        | Alfred Cartier | Genoa      | prestito   |
| A        | Antonio Sala   | Mediolanum | definitivo |

| Cessioni | Cessioni              | Cessioni | Cessioni      |
| R.       | Nome                  | a        | Modalità      |
| -------- | --------------------- | -------- | ------------- |
| P        | Hood                  |          | fine carriera |
| D        | Alfred Cartier        | Genoa    | fine prestito |
| D        | Carlo Ferrarese       |          | fine carriera |
| D        | Louis Wagner          |          | fine carriera |
| C        | Alberto Pirelli       |          | fine carriera |
| C        | Guido Valerio         |          | fine carriera |
| A        | Samuel Richard Davies |          | fine carriera |
| A        | Antonio Dubini        |          | fine carriera |
| A        | Attilio Formenti      |          | fine carriera |
| A        | Ettore Negretti       |          | fine carriera |
| A        | Edward Wade           |          | fine carriera |

## Risultati

### Campionato Italiano di Football

#### Semifinale
| Arbitro: | Calì (Genova) |

|  |           |                 |
|  | Marcatori | Forlano Malvano |

## Statistiche

### Statistiche di squadra
| Competizione                    | Punti | In casa | In casa | In casa | In casa | In casa | In casa | In trasferta | In trasferta | In trasferta | In trasferta | In trasferta | In trasferta | Totale | Totale | Totale | Totale | Totale | Totale | DR |
| Competizione                    | Punti | G       | V       | N       | P       | Gf      | Gs      | G            | V            | N            | P            | Gf           | Gs           | G      | V      | N      | P      | Gf     | Gs     | DR |
| ------------------------------- | ----- | ------- | ------- | ------- | ------- | ------- | ------- | ------------ | ------------ | ------------ | ------------ | ------------ | ------------ | ------ | ------ | ------ | ------ | ------ | ------ | -- |
| Campionato Italiano di Football | 0     | 1       | 0       | 0       | 1       | 0       | 2       | 0            | 0            | 0            | 0            | 0            | 0            | 1      | 0      | 0      | 1      | 0      | 2      | -2 |

### Statistiche dei giocatori
| Giocatore     | Campionato Italiano di Football | Campionato Italiano di Football |
| Giocatore     | Presenze                        | Reti                            |
| ------------- | ------------------------------- | ------------------------------- |
| D. Angeloni   | 1                               | 0                               |
| G. Camperio   | 0                               | 0                               |
| A. Cartier II | 1                               | 0                               |
| G. Cederna    | 1                               | 0                               |
| G. Colombo    | 1                               | 0                               |
| G. Ermolli    | 1                               | -2                              |
| D. Galli      | 1                               | 0                               |
| G. Gregoletto | 1                               | 0                               |
| H. Kilpin     | 1                               | 0                               |
| A. Meschia    | 1                               | 0                               |
| G. Pedroni    | 0                               | 0                               |
| G. Radice     | 0                               | 0                               |
| G. Rizzi      | 0                               | 0                               |
| A. Sala       | 0                               | 0                               |
| H. H. Suter   | 1                               | 0                               |
| P. A. Walty   | 1                               | 0                               |